# الجمعية الوطنية للتغيير
الجمعية الوطنية للتغيير هي تجمع فضفاض من مختلف المصريين بجميع انتماءاتهم السياسية والمذهبية رجالاً ونساءً بمن في ذلك ممثلين عن المجتمع المدني والشباب تهدف إلى التغيير في مصر، ومن أجل هذا كان هناك اتفاق عام على ضرورة توحد جميع الأصوات الداعية للتغيير في إطار جمعية وطنية طلب من محمد البرادعي أن يكون في مقدمتها ومن خلفها، وبحيث تكون إطارًا عامًا ينطوي تحته جميع الأصوات المطالبة بالتغيير، وهذا التنوع هو ما أثمر عن حوالي المليون توقيع على بيان معاً سنغيّر، في أقل من سبعة أشهر من تاريخ إصداره في الثاني من مارس لعام 2010، وهذا من خلال موقع الجمعية، و الموقع الذي أطلقته جماعة الإخوان المسلمون، وحملة طرق الأبواب التي يقوم بها شباب الجمعية والحركات المشاركة بها.
بدأت الجمعية تحت اسم "الحملة المصرية ضد التوريث" في عام 2009، للتصدي لمظاهر وعملية نقل السلطة لجمال مبارك - نجل الرئيس مبارك - ومجموعة رجال الأعمال الأعضاء في "لجنة السياسات بالحزب الوطني الحاكم. ومع عودة البرادعي في فبراير 2010، اتفق أعضاء الحملة على أن تتحول إلى الجمعية الوطنية للتغيير بقيادة البرادعي.
أتت انتخابات 2010 والتي قاطعتها معظم أحزاب المعارضة - عدا الوفد والإخوان - ببرلمان خالي من المعارضة، وتبنت الجمعية الوطنية للتغيير وغيرها من حركات المعارضة فكرة الدعوة لبرلمان مواز، سمي فيما بعد بالبرلمان الشعبي. وفي الأيام الأولى لثورة 25 يناير، كان للجمعية الوطنية للتغيير والبرلمان الشعبي دور هام في بلورة أرادة ثوار الميدان في مطالب سياسية محددة. وكانت عيادة الدكتور عبد الجليل مصطفى، المنسق العام للجمعية آنذاك والقريبة من ميدان التحرير بمثابة غرفة العمليات للتنسيق بين القوى السياسية المختلفة، وكذلك كان مقر البرلمان الشعبي في حزب الغد نقطة تجمع للقوى السياسية المعارضة قبل الثورة وأثنائها. بعد تنحي مبارك في 11 فبراير، بدأت الخلافات تظهر في الجمعية حيث توجه الإخوان المسلمون في اتجاه عكس باقي أعضاء الجمعية وتبنوا التعديل الدستوري الذي تم الاستفتاء عليه في 19 مارس، لتعظيم مكاسبهم السياسية من الثورة. ويرى البعض أن الخلاف مع الإخوان كان موجودا من قبل الثورة وأثنائها ولكن الحماس أثناء الثورة والشعور بالخطر المشترك غطى مؤقتا على تلك الخلافات.
بعد أحداث 2013 في مصر، لم يعد للجمعية أي نشاط داخلي أو خارجي يُذكر.

## أهداف الجمعية
الأهداف الرئيسية للجمعية هو العمل على التوصل إلى نظام سياسي يقوم على الديمقراطية الحقيقية والعدالة الاجتماعية. والخطوة الأولى على هذا الطريق هي كفالة الضمانات الأساسية لانتخابات حرة ونزيهة تشمل جميع المصريين، بحيث تكون هناك فرصة متكافئة للجميع، سواء الانتخابات التشريعية أو الانتخابات الرئاسية، وهي ضمانات وإجراءات تطالب بها فئات عريضة من المجتمع المصري منذ سنوات عديدة وفي مقدمتها:
1. إنهاء حالة الطوارئ.[6]
2. تمكين القضاء المصري من الرقابة الكاملة على العملية الانتخابية برمتها.[6]
3. إشراف من قبل منظمات المجتمع المدني المحلي والدولي على العملية الانتخابية.[6]
4. توفير فرص متكافئة في وسائل الإعلام لجميع المرشحين وخاصة في الانتخابات الرئاسية.[6]
5. تمكين المصريين في الخارج من ممارسة حقهم في التصويت بالسفارات والقنصليات المصرية.[6]
6. كفالة حق الترشح في الانتخابات الرئاسية دون قيود تعسفية اتساقاً مع التزامات مصر طبقاً للاتفاقية الدولية للحقوق السياسية والمدنية، وقصر حق الترشح للرئاسة على فترتين.[6]
7. الانتخابات عن طريق الرقم القومي.[6]

## مطالب الجمعية
1. تعديل المادة 76 من الدستور المصري.[7]
2. تعديل المادة 77 من الدستور المصري التي تنص «مدة الرئاسة ست سنوات ميلادية تبدأ من تاريخ إعلان نتيجة الاستفتاء، ويجوز إعادة انتخاب رئيس الجمهورية لمدد أخرى.».[7]
3. تعديل المادة 88 من الدستور المصري التي تنص «يحدد القانون الشروط الواجب توافرها في أعضاء مجلس الشعب، ويبين أحكام الانتخاب والاستفتاء، ويجري الاقتراع في يوم واحد. وتتولي لجنة عليا تتمتع بالاستقلال والحيدة الإشراف على الانتخابات على النحو الذي ينظمه القانون ويبين القانون اختصاصات اللجنة وطريقة تشكيلها وضمانات أعضائها على أن يكون من بين أعضائها أعضاء من هيئات قضائية حاليين وسابقين. وتشكل اللجنة اللجان العامة التي تشرف على الانتخابات على مستوي الدوائر الانتخابية واللجان التي تباشر إجراءات الاقتراع ولجان الفرز على أن تشكل اللجان العامة من أعضاء من هيئات قضائية، وأن يتم الفرز تحت إشراف اللجان العامة، وكله وفقا للقواعد والإجراءات التي يحددها القانون.».[8]

## نشاطات الجمعية

### في مصر

#### في الشرقية
تم تدشين فرع الجمعية الوطنية للتغيير في الشرقية بتاريخ الجمعة 30/4/2010 في حضور جورج إسحاق القيادي في كفاية ومسئول لجنة الأقاليم بالجمعية. تضم الجمعية مزيج من الأطياف السياسية ما بين حملة البرادعي رئيسًا ومستقلين واحزاب وإخوان مسلمين.وبمشاركه من فروع الجمعية تحت التاسيس في محافظات الدقهليه والبحيرة والاسكندريه
وبمشاركة فعالة من شباب الجمعية بالشرقية وعلى رأسهم مؤسسة الجمعية بالشرقيه والمنسق العام لها المهندسة رحاب السمنودي والمحاسب السيدالديداموني أبو العينين نائب رئيس حزب الامة بمصر والمهندس عزالدين الهوارى

#### في الأسكندرية
تم تدشين فرع الجمعية الوطنية للتغيير في الإسكندرية والمنسق العام لها 

#### في أسيوط
تم تدشين فرع الجمعية الوطنية للتغيير في أسيوط عام 2010 وتم إطلاق المؤتمر التأسيسي لتدشين الجمعية بأسيوط من مقر حزب الجبهة بحضور مجموعة من القيادات السياسية والشخصيات العامة ومن خلالها تم الدعوة لمجموعة من المظاهرات السلمية اعتراضا على فرض حالة الطوارئ والظلم المنتشر من الدولة وانتهاكات الداخلية وكان أبرز الدعاوى التي أطلقتها الحركة الوطنية في اسيوط تنظيم الوقفات الاحتجاجية الذي انطلقت في مصر بالتيشرتات السوداء بعد مقتل شهيد الإسكندرية وشعلة ثورة يناير خالد سعيد مما كان لها بالغ الأثر على الحراك السياسي في اسيوط واصبح المنسق العام لها دكتور احمد ياسين نصار ثم في الانتخابات الاخيرة تم اختيار المنسق العام صلاح محمد كامل.

#### في بورسعيد
استكمالا لنشاطات الحملة الشعبية المستقلة بالمحافظات قامت الحملة الشعبية المستقلة ببورسعيد أمس الموافق الجمعة 23 يولية 2010 بالتنسيق مع الجمعية الوطنية للتغيير بحملة طرق للأبواب على شواطئ بورسعيد وبدأت الجولة بلقاء لشباب الحملة مع الأستاذ جورج إسحق لتنسيق اليوم.
وبدأت الجولة بنزول الشاطئ بعد قيام الشباب بتجهيز الأعلام وكميات من البيان لجمع التوقيعات وتوجهوا إلى الشاطئ لمطالبة المواطنين بالتوقيع على البيان وكان هناك استجابة رائعة للمواطنين ورغبة عالية لديهم للتغيير.
وقال عبد الفتاح فايد منسق الحملة ببورسعيد: اليوم كان أكثر من رائع واستجابة الناس كانت ممتازة وأكثر ما أسعدني في اليوم موقف مواطن مصري بسيط غير مسيس عند توجهي إلي الخيمة التي يجلس بها هو وعائلته لأطالبهم بالتوقيع على البيان ادهشتني إجابته لي وقوله كنت أنتظركم تأتون إلي البيت ولكن النصيب جعلكم تأتوني على الشاطئ اعطوني البيان لأوقع انا وأسرتي ما زلت أتذكر اسم ذلك الشاب هذه أكبر رسالة أن الشعب يريد التغيير.
لم تحدث أي مضايقات أمنية باليوم سوى موقف لأحد أصحاب الأكشاك الذين يقومون بتأجير الشماسي والكراسي للمصيفين يبدو عليه مناظر البلطجة طالبنا بالابتعاد عن المنطقة الخاصة له لأنه من أعضاء الحزب الوطني ولكن أعضاء الحملة لم يعيروه اهتماما وتابعوا جولتهم ونجحت الحملة في جمع 700 توقيع في ساعة واحده.
وتم الاتفاق على العمل المتواصل للحملة ببورسعيد وتكثيف جهودها من أجل تنشيط عملية جمع التوقيعات ودفع عجلة التغيير.

#### في الدقهلية
بدأ نشاط الحملة الشعبية لدعم البرادعي في الدقهلية في ذهاب بعض الناشطين السياسيين وأعضاء حركة 6 إبريل بشكل فردي لاستقبال البرادعي في مطار القاهرة أواخر فبراير 2010.
بدأ بعض الأفراد (منهم 3 من حركة 6 إبريل) النشاط بشكل منظم أوائل مارس، لتبدأ أنشطتهم بتوزيع 4 آلاف منشور لتأييد البرادعي داخل جامعة المنصورة.
مع ازدياد عدد أعضاء الحملة استعانت الحملة بمدرب تنمية بشرية لتلقي محاضرات حول كيفية العمل الجماعي.
ازداد نشاط الحملة في جمع التوقيعات علي بيان البرادعي قبيل زيارته للدقهلية في مارس 2010، والاشتراك في تنظيم جولته بالمنصورة ومنية سمنود. وصل أعضاء الحملة الناشطين بشكل منظم بالدقهلية إلي حوالي 40 فردا مقسمين علي 4 مجموعات في دكرنس والمنصورة وأجا والسنبلاوين، ينسق عملهم ناشط في حركة 6 إبريل.وقامت الحملة بأول رحلة ميدانية بجزيرة ابن سلام ببحيرة المنزلة، وفي سبيل التخطيط لحملات أوسع لجمع التوقيعات.

### في خارج مصر

#### في الدول العربية

##### في الكويت
بدأ مجموعه من شباب الجمعية الوطنية للتغيير في الكويت وهم الناشطون وليد نصر ومحمد فراج وتامر فراج ومحمد غانم وطارق ثروت ومصطفى كامل في بذل مجهودا في تجميع وتنظيم المصريين في الكويت لدعم المطالب السبعة للجمعية الوطنية للتغيير وكانوا قد جهزوا شكلا محترما ومنظما أخاف الأمن المصري فطلب من الأمن الكويتي إجهاض إعلان ذلك التنظيم فقد يكون مثالا يحتذى به في دول كثيرة مما يحرج النظام ويفقده شرعيته أمام العالم... وقد قبض عليهم من منازلهم ومكاتبهم قبل موعد الاجتماع التدشيني المعلن عنه بيوم كامل وادعى الأمن الكويتي انهم قبضوا عليهم في مظاهره. وقد قبض على بعض الشباب الذين ضهروا معهم في أحد الصور في اجتماع سابق من بيوتهم كما قبض على البعض ممن ذهبوا ليلبوا نداء الدعوة للاجتماع التأسيسي
و قد رحلت الكويت مع طارق ثروت ومحمد فراج وتامر فراج ومحمد غانم ووليد نصر ومسعد أبوليله 27 وافداً مصرياً شاركوا في نشاط داعم للجمعية الوطنية للتغيير ومطالب التغيير التي قدمها الدكتور محمد البرادعي في أحد ضواحي العاصمة الكويتية. وكانت السلطات الكويتية اعتقلت أكثر من عشرين مصرياً لبوا نداء عبر الإنترنت لعقد تجمع مناصر للجمعية الوطنية للتغيير ومطال البرادعي الجمعة. فيما اعتقل اخرون في منازلهم خلال حملة لقوات الامن الكويتية. وقد أكد جورج إسحاق أحد المتحدثين باسم الجمعية الوطنية للتغيير أن 34 مصرياً اعتقلوا في الكويت يومي الخميس والجمعة كانوا يعتزمون تدشين فرع للجمعية الوطنية للتغيير بالكويت وإطلاق حملة توقيعات بين المصريين المقيمين هناك على التفويض الخاص بتوكيل البرادعي للمطالبة بتعديل الدستور.
وقامت قوى سياسية مصرية تنظيم احتجاج أمام سفارة الكويت بالقاهرة. وقالت الإعلامية جميلة إسماعيل ان المظاهرة تأتي احتجاجاً على ممارسات أجهزة الأمن الكويتية وقيامها باعتقال المصريين بسبب إعلانهم الانضمام لحملة البرادعي.وأضافت «المظاهرة أيضاً هي نوع من الاحتجاج على ممارسات أجهزة الأمن العربية ضد المطالبين بالحرية والديمقراطية» في حين وصف البرادعي ترحيل المصريين من الكويت «بالظلم الفادح».

##### في السعودية
نشر على موقع الجزيرة نت خبر إغلاق موقع داعم لحملة التغيير بتاريخ 28.04.2010 وقد تم نفي صحة الخبر من عدد من زوار الموقع.
معا على طريق الحرية ومهما كانت التضحيات فلن تتوقف المسيرة حتى النصر بإذن الله

### الحركات والأحزاب بالجمعية
تتكون الجمعية من تيارات فكرية متعددة ومختلفة، من أقصي اليمين إلي أقصي اليسار، وهو ما يجعلها الهيكل المعارض الأشمل
- حزب الغد
- حزب الجبهة الديمقراطية
- الإخوان المسلمون
- حزب الوسط المصري
- حزب الكرامة
- الاشتراكيون الثوريون
- حزب العمل المصري
- مصريات مع التغيير
- حركة شباب 6 أبريل
- الحزب الشيوعي المصري
- الحملة الشعبية لدعم البرادعي ومطالب التغيير

## شخصيات
- محمد البرادعي (مؤسس الجمعية)
- عبد الجليل مصطفي، المنسق العام الحالي للجمعية ورئيس نادى أعضاء هيئة التدريس بجامعة القاهرة السابق، والناشط السياسي المعروف، وهو أيضاً من مؤسسين حركة (كفاية)والمنسق العام السابق لها، كما أنه من قيادات حركة 9 مارس لاستقلال الجامعة
- حمدي قنديل (المتحدث الرسمي)
- حسن نافعة (المنسق العام للحملة المصرية ضد التوريث والمنسق السابق للجمعية الوطنية للتغيير وأستاذ العلوم السياسية بجامعة القاهرة)
- د. محمد أبو الغار، وهو أيضاً الأب الروحي لحركة 9 مارس
- د. أحمد دراج (معارض وناشط سياسي)
- عبد الرحمن يوسف القرضاوي (شاعر مصري ومقرر حملة البرادعي) [14]
- المستشار محمود الخضيري والذي شغل منصب نائب رئيس محكمة النقض ورئيس نادي قضاة الأسكندرية
- حمدين صباحي (وكيل مؤسسي حزب الكرامة السابق ورئيس تحرير صحيفة الحزب والتي تحمل نفس الاسم)
- أيمن نور (معارض ليبرالي مصري ومرشح سابق لانتخابات الرئاسة في مصر ورئيس حزب الغد)
- شاهندة مقلد (معارضة مصرية)
- أحمد بهاء الدين شعبان (معارض - الحزب الاشتراكي)
- صلاح عدلي (معارض - الحزب الشيوعي)
- أبو العز الحريري (نائب برلماني - حزب التجمع)
- وائل نوارة (معارض - سكرتير عام حزب الغد)
- شادي طه (معارض وعضو الهيئة العليالحزب الغد)
- جميلة إسماعيل (إعلامية وسياسية مصرية)
- جورج إسحاق (قيادي في حركة كفاية ومنسقها السابق والمتحدث الرسمي السابق باسم حركة كفاية المصرية ومسئول المحافظات في الجمعية الوطنية للتغيير)
- يحيى الجمل (وزير مصري سابق وفقيه دستوري وقانوني)
- أسامة الغزالي حرب (رئيس حزب الجبهة الديمقراطية الليبرالي المصري)
- محمد البلتاجي (نائب برلماني - الإخوان المسلمين)
- محمد سعد الكتاتني (رئيس الكتلة البرلمانية لنواب الإخوان المسلمين)
- محمد رؤوف غنيم (مؤسس التحرك الإيجابي والمنسق العام للكتلة المصرية)
- وليد صادق (أستاذ الاقتصاد بالجامعة الكندية وممثل الشباب بالأمم المتحدة والناشط السياسي عضو مجلس إدارة نادي الشباب المصري)
- خالد يوسف (مخرج مصري) [15]
- خالد أبو النجا (ممثل مصري) [15]
- علي بدرخان (مخرج مصري) [15]
- بسمة أحمد (ممثلة مصرية) [15]
- نجلاء فتحي (ممثلة مصرية) [15]
- يسري نصر الله (مخرج مصري) [15]
- علاء الأسواني (أديب مصري)
- نجيب ساويرس (أحد أكبر رجال الأعمال المصريين) [16]
- عماد سالم (شاعر مصري) وناشط سياسي
- حسن عزت الشهير بأبن الشاطئ( أديب مصري ومؤرخ معاصر) وناشط سياسي

وعدة شخصيات أخري ذات ثقل

## وصلات خارجية
- الموقع الرسمي للجمعية الوطنية للتغيير
- الموقع الرسمي لجمع التوقيعات للمطالبة بتغيير الدستور